# فيلقية جيمستاونية
فيلقية جيمستاونية (الاسم العلمي: Legionella jamestowniensis) هي نوع من البكتيريا يتبع جنس الفيلقية من الفصيلة الفيالقية. تم عزله من تربة رطبة في جاميستاون، نيويورك في الولايات المتحدة الأمريكية.